# Săcelu
Sacelu là một xã thuộc hạt Gorj, România. Dân số thời điểm năm 2002 là 1861 người.